# Henny Noremark
Henny Noremark, Henny Gunilla Noremark, född 23 maj 1942 i Järvsö är en svensk scenograf och kostymör. 
Noremark nominerades 1976 till en Oscar för bästa kostym i Trollflöjten av Ingmar Bergman.

## Teater

### Scenografi (ej komplett)
| År   | Produktion                   | Upphovsmän                                               | Regi           | Teater      |
| ---- | ---------------------------- | -------------------------------------------------------- | -------------- | ----------- |
| 1991 | Gröna hissen Fair and Warmer | Avery Hopwood Översättning Isa Quensel och Björn Barlach | Hans Bergström | Vasateatern |